# 赞塔尼·穆罕默德·赞塔尼

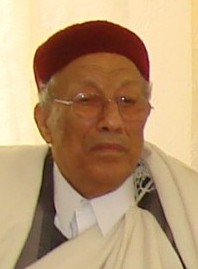

赞塔尼·穆罕默德·赞塔尼（1937年—2025年5月26日），利比亚政治家，曾任利比亚名义国家元首（利比亚总人民大会秘书长）。